# James Waldegrave (1er comte Waldegrave)
James Waldegrave, 1er comte Waldegrave (1684 - 11 avril 1741) est un diplomate britannique qui a été ambassadeur en Autriche et en France.

## Biographie
Il est le fils de Henry Waldegrave (1er baron Waldegrave) et de Henrietta FitzJames, fille illégitime de James II et Arabella Churchill.
Il hérite du titre de son père en 1690 et, le 20 mai 1714, il épouse Mary Webb (décédée en 1719), fille de John Webb, 3e baronnet , et ont trois enfants:
- James Waldegrave (2e comte Waldegrave) (1715 – 1763)
- John Waldegrave (3e comte Waldegrave) (1718 – 1784)
- Henrietta Waldegrave (1717 – 1753), épouse en premier lieu Edward Herbert, fils de William Herbert (2e marquis de Powis) et se remarie en secondes noces avec John Beard (un chanteur à Covent Garden).

Après la mort de sa femme, il passe du catholicisme romain (religion dans laquelle il a été élevé) à l'anglicanisme pour occuper son siège à la Chambre des lords. Il est brièvement Lord de la Chambre à coucher en 1723 puis ambassadeur en Autriche et en France. Durant son mandat d'ambassadeur en France, il passe encore assez de temps à Londres pour être l'un des gouverneurs fondateurs de la nouvelle organisation caritative connue sous le nom de Foundling Hospital (créé en 1739). En 1729, il est créé comte Waldegrave et, à sa mort en 1741, son fils aîné, James Waldegrave (2e comte Waldegrave), lui succède.
Il est membre de la Franc-maçonnerie.
Il hérite du Château d'Hever dans le Kent, resté dans la famille Waldegrave pendant 160 ans. Il est jugé trop petit pour James qui le vend au début des années 1700 à William Humfreys, maire de Londres (1714).